# 제닌주
| \| \| 요르단강 서안 지구 팔레스타인 \| v • d • e • h \| |                               |               |
| 제닌 카바티야 야바드 알야문 제닌주 툴카름 툴카름주 투바스주 투바스 나블루스 나블루스주 칼킬리야주 칼킬리야 살피트주 살피트 라말라알비레주 라말라 알비레 베이투니아 예리코 예리코주 동예루살렘 예루살렘주 베들레헴 베들레헴주 헤브론주 할훌 헤브론 야타 두라 아드다힐리아 |                               |               |
| Flag of Palestine | 요르단강 서안 지구 팔레스타인 | v • d • e • h |

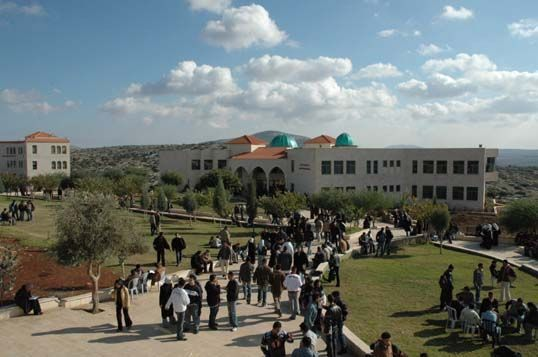

제닌주(아랍어: محافظة جنين)는 팔레스타인의 행정 구역으로, 요르단강 서안 지구 최북단에 위치한다. 주도는 제닌이며 인구는 256,619명(2007년 기준), 가구 수는 47,437가구이다.
요르단강 서안 지구에 속해 있는 주 가운데 유일하게 팔레스타인이 관할하는 영토가 대부분을 차지하는 주이다. 2005년 이스라엘의 일방적 철수 정책에 따라 이 곳에 있던 이스라엘 정착촌 4곳이 철수했다.

## 같이 보기
- 팔레스타인의 주